# Біон Смірнський
Бі́он Смірнський (дав.-гр. Βίων ο Σμυρναίος) — давньогрецький (елліністичний) поет II ст. до н е., наслідувач Теокріта. Розвивав жанр буколіки. Особливо відомий його вірш «Надгробний спів Адонісові». Крім того, відомі його дрібніші поезії. Імовірно, саме Біон започаткував традицію описувати Ерота не як божество, а як пустотливого хлопчиська-шалапута з крилами та луком; цей образ швидко набрав популярності в пізньоантичному декоративно-прикладному мистецтві і був продовжений у живопису та скульптурі доби Відродження, бароко й пізніше.